# Spinel
Spinel (aluminat natural de magneziu) este un mineral din categoria oxizilor de magneziu care cristalizează în sitemul cubic, având formula chimică  MgAl2O4.

- Duritatea mineralului este între 7,5 - 8
- Culoarea este influențată de prezența variabilă în compoziție a fierului, cromului, zincului, sau manganului.
- Urma este albă
- Densitatea 3,6
- Luciu sticlos
- Transparența variază de la transparent la opac
- Spărtura este sidefie, sfărămicioasă
- Unghiul de dispersie a luminii:  2vz ~
- Nu este radioactiv

## Structura
Multe legături de tipul AB2O4 cristalilează în tipul Spinel (normal). Ionii de O2-- alcătuiesc o rețea în sistemul cubic, ochii rețelei octaedrice sunt umplute parțial (1/8) cu ionii A ca de exemplu de Mg2+ restul fiind ocupat de ionii B din ochii rețelei tetraedrice de ca de pildă de ionii de Al3+, sunt și alte combinații de structură posibilă ca   W6+(Na+2)O4.
Tipul de Spinel (invers) au de asemenea formula structurală generală AB2O4 fiind constituite un structură de rețea asemănătoare.
In schimb aici ionii A din ochiurile rețelei octaedirice și ionii B din ochiurile rețelei tetraedrice, fiecare tip A și B ocupă 1/2 din ochiurule rețelelor amintite. Astfel poate fi dat ca exemplu  Magnetitul Fe3O4 (=Fe(III)2Fe(II)) și TiMg2O4.
Astfel se poate calcula în care formă cristalizează spinelul normal sau invers.

## Răspândire
Sub formă naturală ca și cristale bine dezvoltate spinelul se găsește frecvent în roci magmatice dar și roci metamorfice ca marmură sub formă de cristale octaedrice mai rar ca și cristale gemene.
Poate fi întâlnit de asemenea în grohotiș (roci sedimentare). Regiunile geografice cele mai cunoscute unde a fost găsit mineralul sunt Myanmar (Birmania) sau Pakistan.

## Varietăți
- Aluminiu-Spinel:
  - Spinel
  - Hercynit
  - Gahnit
  - Cobalt-aluminiu-spinel (Thénards Blau)

- Fier (III) Spinel:
  - Magnetit
  - Magnesioferit
  - Franklinit

- Crom-spinel:
  - Chromit
  - Magnesiochromit
  - Picotit

- Titan-Spinel:
  - Ulvit

- Cobalt-spinel:
  - Zink-cobalt-spinel ZnCo2O4 (Rinmanns Grün)
  - Cobalt-aluminiu-spinel CoAl2O4 (Thénards Blau)
  - Cobalt negru Co3O4

## Importanță
Cristalele curate sunt foarte căutate ca pietre prețioase din păcate sunt foarte rare. Varietățile de spinel roșu, ca  aspect exterior, sunt foarte asemănătoare rubinului. Azi spinellul este produs pe scală largă și pe cale sintetică.

## Etimologie
Denumirea mineralului provine din limba greacă spinell și înseamnă scânteiază
| Formare de cristale gemene de Spinel |
| ------------------------------------ |